# Henry Cavill
Henry William Dalgliesh Cavill (Saint Helier, Jersey, 1983. május 5. –) brit színész.
Legismertebb szerepei Charles Brandon suffolki herceg a Showtime Tudorok (2007–2010) című televíziós történelmi drámasorozatában, Superman a DC-moziuniverzumban, valamint Ríviai Geralt a Netflix Vaják (2019–) című fantasy sorozatában. Ismert még a Netflix Enola Holmes (2020) című filmjéből, amelyben Sherlock Holmest alakította.
Pályafutása kezdetén olyan filmadaptációkban szerepelt, mint a Monte Cristo grófja (2002) vagy az Enyém a vár (2003). Később olyan televíziós sorozatokban tűnt fel mellékszereplőként, mint a Linley felügyelő nyomoz, a Kisvárosi gyilkosságok és a Tudorok. A 2000-es évek második felétől több nagy hollywoodi produkcióban volt látható, úgy mint a Trisztán és Izolda (2006), a Csillagpor (2007), a Town Creek (2009), a Halhatatlanok (2011), Az igazság nyomában (2012), a Homokvár (2017) és az Éjjeli ragadozó (2018).
Cavillt igazán ismertté Superman alakítása tette a DC-moziuniverzumban. A szuperhős képében feltűnt Az acélember (2013), a Batman Superman ellen - Az igazság hajnala (2016), Az Igazság Ligája (2017) című filmekben, valamint utóbbinak a rendezői változatában (2021) is. Szerepelt továbbá Az U.N.C.L.E. embere (2013), illetve a Mission: Impossible - Utóhatás (2018) című akció-kémfilmekben.

## Gyermekkora
Cavill a brit koronafüggőséghez tartozó Csatorna-szigetek legnépesebb tagján, Jerseyn született öt fiú közül a negyedikként. Édesanyja, Marianne Dalgliesh banki alkalmazott, édesapja Colin Cavill bróker. Az iskolás éveit a Saint Saviour-i St Michael's Preparatory Schoolban kezdte Jersey szigetén, majd az angliai Buckingham mellett található Stowe Schoolba járt. 2000-ben rögbi játék közben a 16 éves Cavill megismerkedett Russell Crowe színésszel, aki Stowe-ban forgatta Túszharc című filmjét. Crowe megosztott néhány színészi tippet a fiatal Cavillel. A két színész később együtt dolgozott Az acélember című filmen. Cavill egy interjúban megemlítette, hogy ha nem a színészetet választja, akkor vagy belépett volna a hadseregbe, vagy egyiptológiát tanult volna az egyetemen.

## Pályafutása

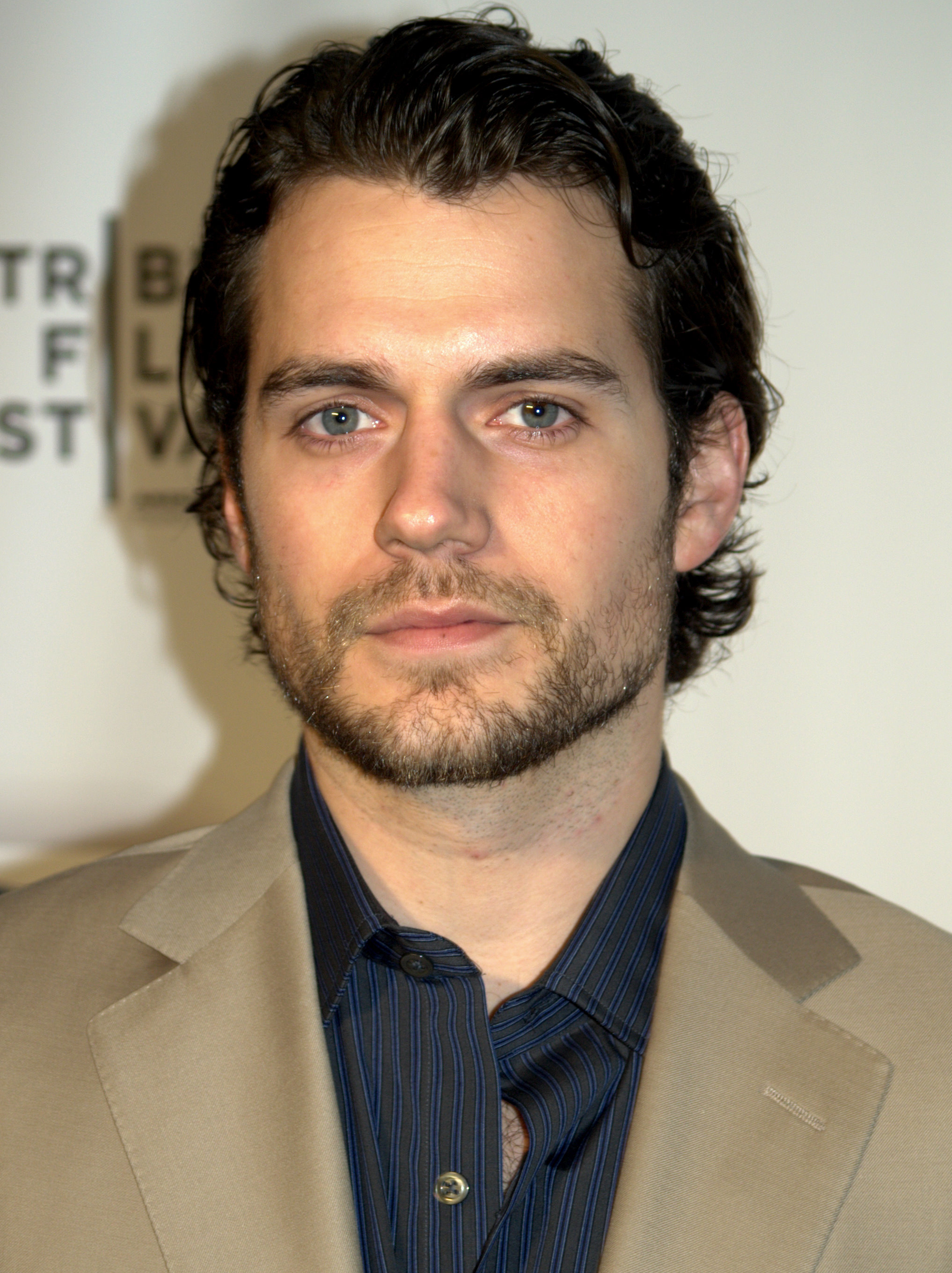
Henry Cavill a Bármi megteszi című film bemutatóján 2009-ben

Filmes debütálására 2001-ben került sor a Laguna című ifjúsági drámában. A nagyobb sikert a Monte Cristo grófja című film hozta meg számára 2002-ben James Caviezel és Kevin Reynolds oldalán. 2002-ben feltűnt még a BBC csatorna Linley felügyelő nyomoz című sorozatban, valamint a Goodbye, Mr. Chips című tévéfilmben. 2003-ban szerepelt a Kisvárosi gyilkosságokban. Ugyanabban az évben mellékszerepet kapott az Enyém a vár című filmben, majd az évek során olyan projektekben szerepelt mint a Hellraiser: Hellworld (2005), a Red Riding Hood (2006) és a Trisztán és Izolda (2006). Egy kisebb szerep erejéig feltűnt Matthew Vaughn 2007-es Csillagpor című filmjében.
2007 és 2010 között főszerepet játszott a Tudorok című történelmi sorozatban, ahol Charles Brandon suffolki herceget alakította. A sorozat kritikai siker volt: 2007-ben Golden Globe-díjra jelölték, illetve összesen 6 Emmy-díjat nyert. Cavill szerint a Tudorok indította el igazán színészi karrierjét: „Eddig ez adta nekem a legtöbbet. Most, hogy van valahol Amerikában egy olyan közönség, amely tisztában van azzal, hogy ki vagyok, megnőtt az értékem... És ez a Tudoroknak köszönhető.”
2004-ben Cavill játszotta volna Supermant McG Superman: Flyby című filmjében, azonban McG végül kiszállt a projektből és Bryan Singer kapta meg a rendezői szerepet, aki Brandon Routh-t válogatta be a főszerepre a Superman visszatér (2006) című filmben. 2007-ben a hatalmas világsikert arató Alkonyat című romantikus vámpír filmben Edward Cullen szerepét Robert Pattinson kapta Cavill helyett. Habár a filmadaptáció alapjául szolgáló regények írónője, Stephenie Meyer a szereplőválogatások megkezdése előtt úgy nyilatkozott, hogy Cavill az egyetlen színész, akit a szerepben el tudna képzelni. Amikor a Summit Entertainment 2007-ben megvásárolta a jogokat, Meyer úgy vélte, „elveszti a tökéletes Edwardot”, mivel Cavill akkor már túlságosan idős volt (24 éves) a karakter számára.
2005-ben Cavill volt az egyik legnagyobb esélyes James Bond szerepére a Casino Royale című filmben. A producer és rendező, Martin Campbell Cavill és Daniel Craig közül végül az utóbbit választotta, mivel a film producerei egy idősebb Bondot szerettek volna látni a képernyőn. Annak ellenére, hogy a sajtó arról számolt be, Batman szerepére is esélyes volt a Batman: Kezdődik!-ben, Cavill megerősítette, hogy soha nem járt meghallgatáson és nem is ajánlották fel neki a szerepet. 2009-ben Joel Schumacher Town Creek című horrorjában, valamint Woody Allen Bármi megteszi című filmjében szerepelt. 2011-ben a főszereplő Thészeuszt alakította Tarsem Singh Halhatatlanok című filmjében. Egy évvel később Bruce Willis oldalán szerepelt az Igazság nyomában című filmben. 

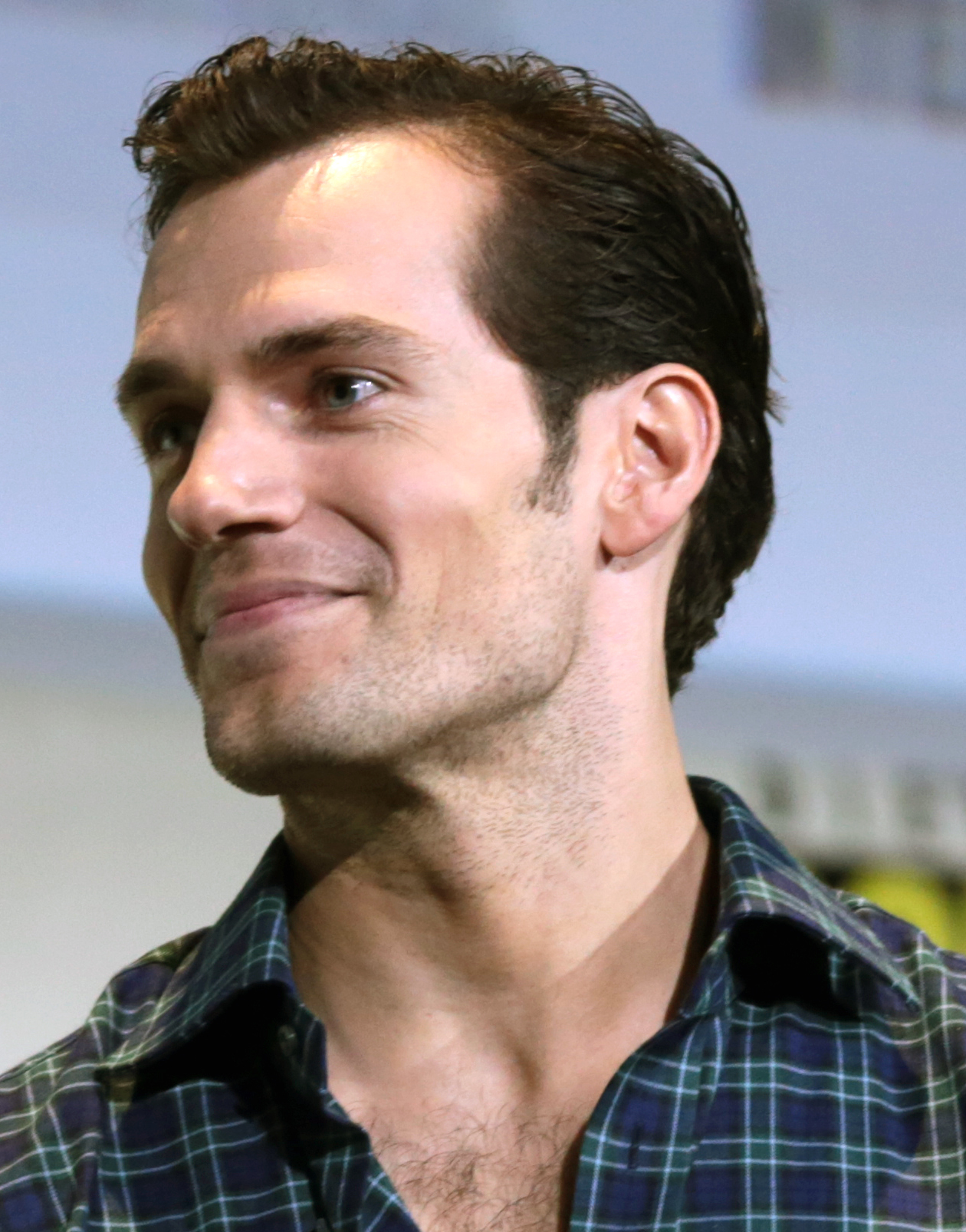
Cavill a 2016-os San Diego-i Comic Conon

2011 januárjában bejelentették, hogy Cavill megkapta Clark Kent / Superman szerepét Zack Snyder Az acélember című filmjében. Snyder „tökéletes választásnak” nevezte Cavillt a szerepre. A média pozitívan fogadta a hírt és örvendett Cavill sikere hallatán. Miután kiválasztották a szerepre, Cavill így nyilatkozott:„ A szuperhősök panteonjában Superman minden idők legelismertebb karaktere, és megtiszteltetés számomra, hogy részese lehetek a nagy képernyőre való visszatérésének.” Cavill számos további filmben alakította a szuperhőst a DC-moziuniverzumban, úgymint a Batman Superman ellen – Az igazság hajnala (2016), az Igazság Ligája (2017), valamint a Zack Snyder: Az Igazság Ligája (2021).
Guy Ritchie 2015-ös Az U.N.C.L.E embere című filmjében Alicia Vikander és Armie Hammer partnere volt. 2018-ban Tom Cruise-zal játszott együtt a Mission: Impossible – Utóhatásban. Ugyanabban az évben szerepelt az Éjjeli ragadozó című pszichológiai thrillerben.
2018-ban bejelentették, hogy Cavill játssza a főszereplő Ríviai Geraltot a Netflix Vaják (2019–) című sorozatában. Első évada 2019 decemberében debütált a streaming szolgáltató oldalán és ugyan a kritikai siker mérsékelt volt, a rajongók körében nagy népszerűségnek örvendett.
2019. június 27-én jelentették be, hogy Cavill alakítja Sherlock Holmest a Legendary Entertainment Enola Holmes című filmadaptációjában, a címszerepben Millie Bobby Brownnal. 2021. május 13-án bejelentették, hogy az Enola Holmes 2-ben újra visszatér szerepében. 2021. május 21-én jelentették be, hogy Cavill fogja alakítani a Hegylakó rebootjának főszerepét, bár pontos karaktere még nem ismert. 2021. július 8-án kiderült, hogy Cavill csatlakozik Matthew Vaughn rendező új kémfilmjének, az Argylle-nek sztárszereplőihez. Ugyanebben a hónapban a Deadline cikke megerősítette, hogy ő lesz a főszereplője a The Rosie Project című filmnek, amelyet Steve Falk rendezett, és az ausztrál író, Graeme Simsion azonos című könyve alapján készült.
Cavill egyszeri szerződésről tárgyalt a Warner Bros.-szal, hogy visszatérjen Superman szerepébe a Black Adam című filmben, és egy kredit nélküli cameo erejéig feltűnt a film egyik jelenetében. Később Az acélember folytatását visszavették a fejlesztés fázisába, Cavill visszatérésével. Megerősítette, hogy a jövőbeli DC-filmekben is fel fog tűnni, és a stáblista közepén megjelenő jelenetét „csak egy nagyon kis ízelítőnek nevezte az elkövetkezendő dolgokból”. Cavill újra együtt dolgozik Guy Ritchie rendezővel a The Ministry of Ungentlemanly Warfare című második világháborús kémfilmben, amelynek producere Jerry Bruckheimer. 2022 október végén Cavill és a Netflix bejelentette, hogy a harmadik évad után kiszáll a Vaják sorozatból, és helyét Liam Hemsworth veszi át.

## Magánélete
Cavillt egyaránt britnek és angolnak is tekintik annak ellenére, hogy a brit korona fennhatósága alá tartozó Csatorna-szigeteken született, amely nem képezik az Egyesült Királyság részét. Cavill South Kensingtonban él. 2011 és 2012 között Ellen Whitaker díjugratóval volt jegyességben.
2016-tól a brazil dzsúdzsucu harcművészet és küzdősport gyakorlója.

## Filmográfia

### Film
| Év   | Magyar cím                                 | Eredeti cím                           | Szerep                                      | Magyar hang    | Rendező               |
| ---- | ------------------------------------------ | ------------------------------------- | ------------------------------------------- | -------------- | --------------------- |
| 2001 |                                            | Laguna                                | Thomas Aprea                                |                | Dennis Berry          |
| 2002 | Monte Cristo grófja                        | The Count of Monte Cristo             | Albert Mondego                              | Simonyi Balázs | Kevin Reynolds (1.)   |
| 2003 | Enyém a vár                                | I Capture the Castle                  | Stephen Colley                              |                | Tim Fywell            |
| 2005 | Hellraiser: Hellworld                      | Hellraiser: Hellworld                 | Mike                                        | Moser Károly   | Rick Bota             |
| 2006 | Trisztán és Izolda                         | Tristan & Isolde                      | Melot                                       | Nagy Ervin     | Kevin Reynolds (2.)   |
| 2006 |                                            | Red Riding Hood                       | A vadász                                    |                | Randal Kleiser        |
| 2007 | Csillagpor                                 | Stardust                              | Humphrey                                    | Takátsy Péter  | Matthew Vaughn (1.)   |
| 2009 | Bármi megteszi                             | Whatever Works                        | Randy Lee James                             |                | Woody Allen           |
| 2009 |                                            | Blood Creek                           | Evan Marshall                               |                | Joel Schumacher       |
| 2011 | Halhatatlanok                              | Immortals                             | Tézeusz                                     | Zöld Csaba     | Tarsem Singh          |
| 2012 | Az igazság nyomában                        | The Cold Light of Day                 | Will Shaw                                   | Papp Dániel    | Mabrouk El Mechri     |
| 2013 | Az acélember                               | The Man of Steel                      | Clark Kent / Superman                       | Welker Gábor   | Zack Snyder (1.)      |
| 2015 | Az U.N.C.L.E. embere                       | The Man from U.N.C.L.E.               | Napoleon Solo                               | Welker Gábor   | Guy Ritchie (1.)      |
| 2016 | Batman Superman ellen – Az igazság hajnala | Batman v Superman: Dawn of Justice    | Clark Kent / Superman                       | Welker Gábor   | Zack Snyder (2.)      |
| 2017 | Homokvár                                   | Sand Castle                           | Syverson kapitány                           |                | Fernando Coimbra      |
| 2017 | Az Igazság Ligája                          | Justice League                        | Clark Kent / Superman                       | Welker Gábor   | Zack Snyder (3.)      |
| 2018 | Mission: Impossible – Utóhatás             | Mission: Impossible – Fallout         | August Walker / John Lark                   | Welker Gábor   | Christopher McQuarrie |
| 2018 | Éjjeli ragadozó                            | Night Hunter                          | Walter Marshall hadnagy                     | Varga Gábor    | David Raymond         |
| 2020 | Enola Holmes                               | Enola Holmes                          | Sherlock Holmes                             | Welker Gábor   | Harry Bradbeer (1.)   |
| 2021 | Zack Snyder: Az Igazság Ligája             | Zack Snyder's Justice League          | Clark Kent / Superman                       | Welker Gábor   | Zack Snyder (4.)      |
| 2022 | Black Adam                                 | Black Adam                            | Clark Kent / Superman                       | Welker Gábor   | Jaume Collet-Serra    |
| 2022 | Enola Holmes 2.                            | Enola Holmes 2                        | Sherlock Holmes                             | Welker Gábor   | Harry Bradbeer (2.)   |
| 2023 | Flash – A Villám (törölt jelenet)          | The Flash                             | Clark Kent / Superman                       | nem szólal meg | Andy Muschietti       |
| 2024 | Argylle: A szuperkém                       | Argylle                               | Aubrey Argylle ügynök                       | Welker Gábor   | Matthew Vaughn (2.)   |
| 2024 | A piszkos hadviselés minisztériuma         | The Ministry of Ungentlemanly Warfare | Gus March-Phillipps                         | Welker Gábor   | Guy Ritchie (2.)      |
| 2024 | Deadpool & Rozsomák                        | Deadpool & Wolverine                  | James "Logan" Howlett / "Cavillmák" (cameo) | Welker Gábor   | Shawn Levy            |

### Televízió
| Év        | Magyar cím              | Eredeti cím                    | Szerep          | Megjegyzések                                                     |
| --------- | ----------------------- | ------------------------------ | --------------- | ---------------------------------------------------------------- |
| 2002      | Linley felügyelő nyomoz | The Inspector Lynley Mysteries | Chas Quilter    | 1 epizód                                                         |
| 2002      | Viszlát, Mr. Chips      | Goodbye, Mr. Chips             | Colley katona   | tévéfilm                                                         |
| 2003      | Kisvárosi gyilkosságok  | Midsomer Murders               | Simon Mayfield  | 1 epizód                                                         |
| 2007–2010 | Tudorok                 | The Tudors                     | Charles Brandon | - főszereplő (38 epizód) - magyar hangja:[forrás?] - Papp Dániel |
| 2018      | Running Man             | Running Man                    | önmaga          | 1 epizód                                                         |
| 2019–2023 | Vaják                   | The Witcher                    | Ríviai Geralt   | főszereplő (1-3. évad) - magyar hangja: - Welker Gábor           |